# Іванки (Мядельський район)
Іванки (біл. вёска Іванкі) — село в складі Мядельського району Мінської області, Білорусь. Село підпорядковане Сирмезькій сільській раді, розташоване в північній частині області.